# Concordia de Valladolid
La concordia de Valladolid es el nombre que recibe la tregua firmada en Valladolid el 7 de diciembre de 1453 entre Juan de Navarra (futuro Juan II de Aragón) y su hijo Carlos de Viana, en el contexto de la guerra civil de Navarra, y gracias a la mediación de la reina María, esposa del rey de Aragón Alfonso el Magnánimo. La tregua se establecía por un tiempo de paz de seis meses (hasta abril de 1454).

## La concordia
En la batalla de Aibar (23 de octubre de 1451) resultaron derrotados los beaumonteses al tiempo que Carlos de Viana y el conde de Lerín Luis de Beaumont resultaron hechos prisioneros por las huestes reales y agramontesas. A pesar de que las hostilidades continuaron Carlos de Viana, encarcelado en una fortaleza de Aragón, llegó a un acuerdo con su padre que fue firmado en Zaragoza el 24 de mayo de 1453. En el mismo acordaron compartir la gobernación del reino de Navarra, repartiéndose las rentas que correspondían a la Corona, así como la devolución de todos los castillos ocupados por los beaumonteses a cambio de la amnistía para todos los partidarios vianistas. El príncipe de Viana quedaría en libertad, mientras que seguiría preso como garantía del pacto Luis de Beaumont y sus dos hijos, Luis y Carlos, además de siete caballeros de su facción.
Una vez recuperada la libertad Carlos de Viana incumplió lo acordado en el pacto firmado en Zaragoza y volvió a aliarse con los beaumonteses para intentar hacerse con la corona del reino de Navarra. Estos se negaron a devolver los castillos que controlaban como los de Pamplona, Olite y Mendavia, y a mediados de octubre de 1453 iniciaron el sitio de Monreal. Don Juan se aprestó para levantar el cerco pero la intervención de la reina María de Aragón que se entrevistó con su hermano el rey Juan II de Castilla en Valladolid consiguió que el 7 de diciembre se firmara una tregua entre las  Coronas de Castilla, de Aragón y el reino de Navarra y entre don Juan y Carlos de Viana, siguiendo el modelo de la Concordia de Toledo de 1436. Según lo acordado en esta Concordia de Valladolid las villas y castillos en poder de Carlos de Viana pasarían temporalmente a la reina aragonesa así como los prisioneros que habían retenido don Juan en virtud del pacto de Zaragoza. Sin embargo, este periodo de tregua de 1454 ―en el transcurso del cual murió el rey Juan II de Castilla sucediéndole el príncipe de Asturias con el nombre de Enrique IV― no fue aprovechado para conseguir la reconciliación entre Carlos de Viana y su padre, lo que le fue reprochado a este último desde Nápoles por su hermano el rey de la Corona de Aragón Alfonso el Magnánimo, pues «siempre se debe sforzar e insistir de reducir el dicho príncipe, su fijo, a mejores deliberaciones e a savios consejos. E porque por gran que sea el pecado del fijo, por pena es assaz de padre, e más le vale comportar que ell e el dicho príncipe se partan e vivan de las rendas del dicho regno de Navarra».
En la Concordia de Valladolid la reina María de Aragón, mujer de Alfonso V, ejerció un significativo papel como intermediaria, como ya había sucedido en otros conflictos que estallaron en la Corona aragonesa, y en especial durante el tiempo en que ejerció de lugarteniente del reino, primero entre 1420 y 1423, y después de manera continuada desde 1432, con la definitiva partida del rey aragonés a tierras italianas.

### Carta de la reina María
En el Archivo histórico de Barcelona se conserva la carta que tramitó la reina María dando noticia de la concordia:

La Reyna

Prohòmens,

Notificam-vos com entre nós e lo rey de Castella, nostre molt car e molt amat frare, és
estat atorgat e concordat sobresehiment de la guerra d’ací per tot lo mes d’abril primer vinent.
Lo qual sobresehiment lo dit nostre frare manarà publicar e cridar per los lochs de sa
senyoria, e nós axí mateix ho manarem fer per tota la senyoria del senyor Rey e nostra.
De la qual cosa havem sentiment que tots los de Castella han haut plaer e axí mateix
creem que·l ne haureu vosaltres.

E dins pochs dies, entenem Déu volent, partir d’ací per
tornar en Aragó e fer la via de Monçó per celebrar la Cort allí convocada.

Dada en
la ciutat de Sòria, a XV dies de noembre de l’any M CCCC XXXV (Signatura autògrafa de la reina).

Consejeros,

Os notificamos que, entre nosotros y el rey de Castilla, nuestro muy estimado y amado hermano, 
se ha otorgado y concordado el cese de la guerra desde el día de hoy hasta todo el mes de abril que viene.
Dice nuestro hermano mandará publicar y anunciar este cese por los lugares de su
señorío, y nosotros asimismo lo mandaremos hacer por todo el señorío del señor rey y el nuestro.
De todo esto deseamos que todos los de Castilla estén contentos y asimismo
creemos que lo estareís vosotros.

Y dentro de pocos días, si Dios quiere, partir de aquí para
volver a Aragón y tomar la vía de Monzón para celebrar las Cortes allí convocadas.

Dada en 
la ciudad de Soria, a 15 días de noviembre del año 1435 (Firma autógrafa de la reina).
Carta de la reina María (Segovia 1401-Valencia, 1458) lugarteniente de Cataluña en ausencia de su esposo Alfonso V de Aragón, a los consejeros de Barcelona donde les anuncia la tregua de seis meses conseguida en la guerra, que afecta a la Corona de Aragón y al reino de su hermano, Juan II de Castilla.